# Robert Stannard
Pour les articles homonymes, voir Stannard.
Robert Stannard, né le 16 septembre 1998 à Sydney, est un coureur cycliste australien, d'origine néo-zélandaise.

## Biographie
Robert Stannard s'illustre chez les juniors (moins de 19 ans) en remportant quatre médailles aux championnats d'Océanie sur route en 2015 et 2016. Il court avec la nationalité néo-zélandaise jusqu'en 2016, avant de prendre la nationalité australienne le 1er janvier 2017.
Après être passé dans la catégorie des espoirs (moins de 23 ans) en 2017, il rejoint l'équipe continentale Mitchelton-BikeExchange, qui court sous licence chinoise. Dès sa première année, il remporte une étape du Rhône-Alpes Isère Tour.
En février 2018, il signe son premier contrat professionnel avec l'équipe World Tour Mitchelton-Scott pour la saison 2019. Au cours de cette saison 2018, il ajoute cinq victoires à son palmarès, dont le Giro del Belvedere et Grand Prix de Poggiana. Il remporte également le contre-la-montre du prestigieux Tour d'Italie espoirs, où il prend la troisième place du classement général final. En fin de saison, il gagne le Tour de Lombardie amateurs lors d'un sprint à neuf. Finalement, après cette victoire, il intègre directement l'équipe World Tour dès le mois d'octobre.
Au mois de septembre 2020, il se classe deuxième du Tour de Toscane et troisième du Tour des Apennins. En octobre, il prend le départ du Tour d'Espagne, son premier grand tour. Il s'y classe notamment cinquième de la 9e étape et termine 76e du classement général. En avril 2021, il est sixième de la Flèche brabançonne.
Pour la saison 2022, il rejoint l'équipe Alpecin-Fenix. Lors du Tour de Wallonie, il remporte le classement général, décrochant ainsi son premier succès depuis 2018.
Le 1er août 2023, il est provisoirement suspendu par l'Union cycliste internationale pour des « valeurs anormales dans son passeport biologique » en 2018 et 2019. Cette suspension devient définitive le 4 juin 2024, pour une durée de quatre ans avec effet rétroactif et doit payer une amende correspondant à 70% de son salaire annuel moyen en 2018 et 2019. Il perd tous ses résultats obtenus entre le 18 août 2018 et le 16 août 2022,,.
Le 20 août 2024, il rejoint l'équipe World Tour Bahrain Victorious et reprend la compétition le 3 septembre lors du Tour de Grande-Bretagne.

## Palmarès
- 2014
  - Tour de Manawatu
- 2015
  - Hub Tour :
    - Classement général
    - Prologue

  -  Médaillé d'argent du championnat d'Océanie sur route juniors
  - 2e du championnat de Nouvelle-Zélande sur route juniors
  -  Médaillé de bronze du championnat d'Océanie du contre-la-montre juniors
  - 3e du championnat de Nouvelle-Zélande du contre-la-montre juniors
- 2016
  - 7e étape du Tour of the Great South Coast
  - Feilding Festival of Cycling
  -  Médaillé d'argent du championnat d'Océanie sur route juniors
  - 2e du National Capital Tour
  -  Médaillé de bronze du championnat d'Océanie du contre-la-montre juniors
- 2017
  - Gravel and Tar
  - 1re étape secteur A de Toscane-Terre de cyclisme (contre-la-montre par équipes)
  - 3e étape du Rhône-Alpes Isère Tour
  - 2e de Toscane-Terre de cyclisme
  - 2e du championnat d'Australie du contre-la-montre espoirs
- 2018
  - Giro del Belvedere
  - Grand Prix de Poggiana
  - 7e étape du Tour de Bretagne
  - 9e étape secteur B du Tour d'Italie espoirs
  - Tour de Lombardie amateurs
  - 2e du Trofeo Piva
  - 3e de la New Zealand Cycle Classic
  - 3e du Tour des Flandres espoirs
  - 3e du Tour d'Italie espoirs
- 2019
  - 1re étape secteur B de la Semaine internationale Coppi et Bartali (contre-la-montre par équipes)
- 2020
  - 2e du Tour de Toscane
  - 3e du Tour des Apennins
- 2022
  - Classement général du Tour de Wallonie

## Résultats sur les grands tours

### Tour de France
1 participation
- 2025 : 123e

### Tour d'Espagne
3 participations
- 2020 : 76e
- 2021 : 119e
- 2022 : 81e

## Classements mondiaux
| Année                                 | 2017 | 2018 | 2019 | 2020 | 2021 | 2022 | 2023 | 2024  |
| ------------------------------------- | ---- | ---- | ---- | ---- | ---- | ---- | ---- | ----- |
| Classement mondial                    | 627e | 250e | 957e | 161e | 390e | 195e | 901e | 1072e |
| UCI Europe Tour                       | 702e | 180e |      |      |      |      |      |       |
| UCI Asia Tour                         | nc   | 163e |      |      |      |      |      |       |
| UCI Oceania Tour                      | 13e  | 40e  | 58e  | 11e  | 19e  | 12e  | 55e  | nc    |
|                                       |      |      |      |      |      |      |      |       |
| Légende : nc = non classéSource : UCI |      |      |      |      |      |      |      |       |